# Бузок угорський (пам'ятка природи, Сколівський район)
Бузо́к Уго́рський — ботанічна пам'ятка природи місцевого значення в Україні. Розташована в межах Сколівського району Львівської області, між селами Климець і Жупани. 
Площа 1,2 га. Статус надано згідно з рішенням Львівської облради від 9.10.1984 року № 495. Перебуває у віданні ДП «Славський лісгосп» (Климецьке лісництво, кв. 21, вид. 6). 
Статус надано з метою збереження балканського виду чагарника — карпато-угорського ендеміка, унікальної рослини, занесеної до Червоної книги України. Пам'ятка природи розташована при північних схилах Верховинського Вододільного хребта.